# 金龙湖街道
金龙湖街道是中华人民共和国江苏省徐州市贾汪区下辖的一个街道办事处。

## 行政区划
金龙湖街道下辖以下村级行政区划单位：
晓山社区、金龙湖社区、沈店社区、大湖村、佟村、上山村、东贺村、西贺村、福泽社区、福鑫社区、翠湖社区和泰隆社区。